# Cerkiew św. Aleksandra Newskiego w Przasnyszu

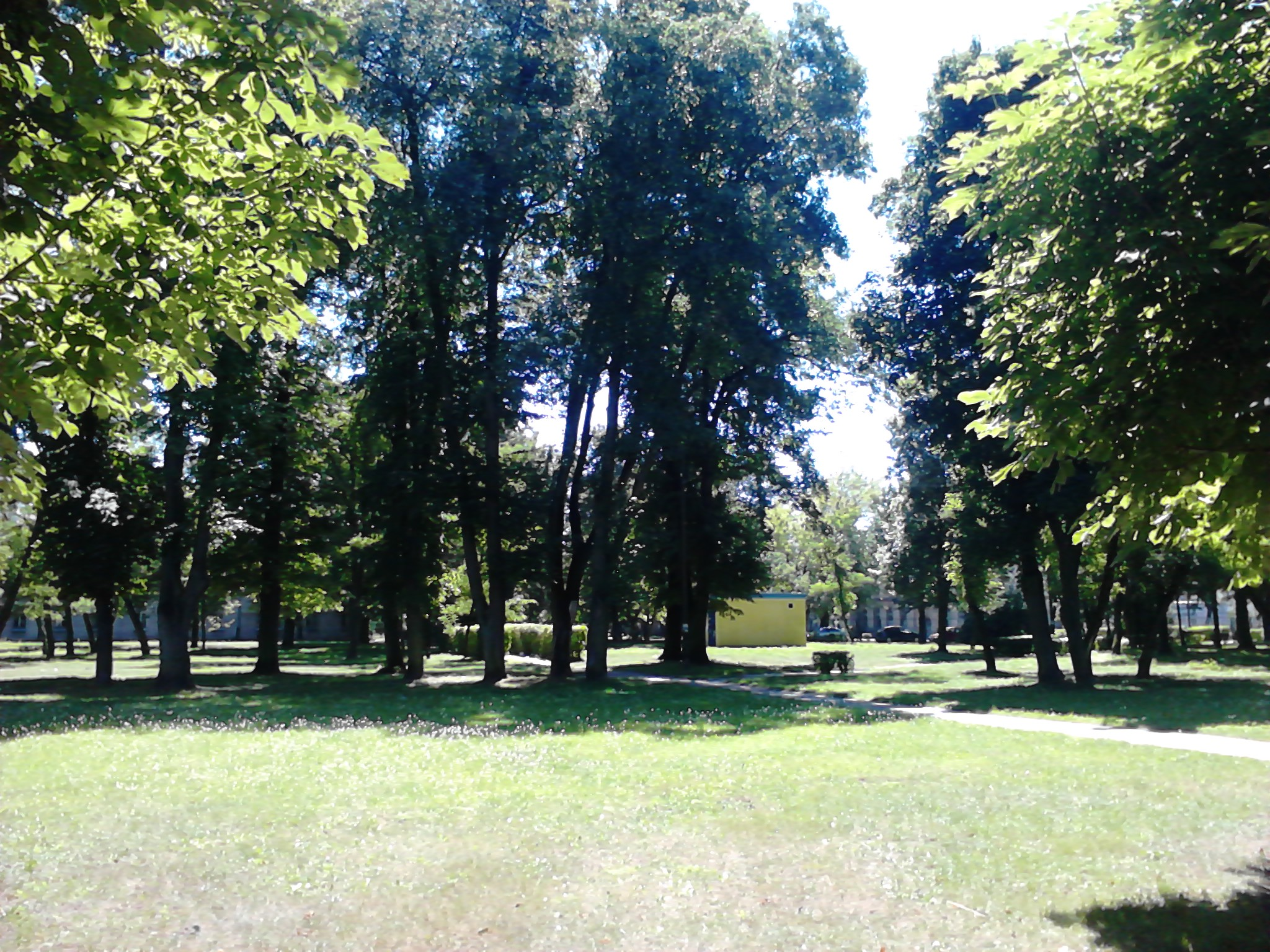
Teren zielony między budynkami koszarowymi przy ul. Makowskiej w Przasnyszu – miejsce, gdzie pierwotnie znajdowała się cerkiew

Cerkiew św. Aleksandra Newskiego – prawosławna cerkiew wojskowa w Przasnyszu.

## Historia
Cerkiew została zbudowana w 1903, w ramach budowy wznoszonego od 1900 do 1907 kompleksu koszarowego. Obiekt powstał według standardowego projektu Wierzbickiego dla świątyń wojskowych i po poświęceniu stał się pułkową cerkwią 30 Połtawskiego Pułku Piechoty. W 1913, gdy pułk ten opuścił koszary w Przasnyszu, świątynia przeszła do zakwaterowanego na jego miejsce 6 Klastickiego Pułku Huzarów.
We wnętrzu znajdowały się ikony autorstwa Pietrowa.
Po I wojnie światowej cerkiew została rozebrana w ramach akcji rewindykacji świątyń prawosławnych uznanych za zbędne lub kojarzące się z panowaniem rosyjskim na ziemiach polskich Ikonostas z cerkwi po jej rozbiórce został przeniesiony do kościoła parafialnego w Jednorożcu, tam z jego elementów zbudowano ołtarz główny.